# Senjski zbornik
Senjski zbornik je znanstveni zbornik grada Senja koji od 1965. godine izdaju Gradski muzej Senj i Senjsko muzejsko društvo.
Svako izdanje zbornika donosi nekoliko članaka od kojih svaki obrađuje neki dio povijesti vezane uz grad Senj ili njegovu općinu ili pak životopise ljudi koji su snažno utjecali na povijest grada Senja i njegove okolice.
Časopis je indeksiran na Hrčku.